# ダンプ渡り鳥
『ダンプ渡り鳥』（ダンプわたりどり）は、1981年公開の日本映画。

## 概要
重戦車のような大型ダンプカーで日本列島を驀走する男達を描いた愛と友情のドラマ。ダンプドライバーの生活感、男女の感情が細かく描かれている。かつて、デコレーショントラックで大ヒットした『トラック野郎』シリーズとは、全体的に趣の違う作品に仕上がっており、『トラック野郎』シリーズを凌ぐシリアスな演出が用いられた。

## 出演
- 菊地隆介 - 黒沢年男
- 尾崎頼子 - 原田美枝子
- 西野原雪子 - 宮下順子
- ウエスタン - ジョー山中
- 西川染子 - 舟倉たまき
- 風見健太郎 - 大西徹哉(新人)
- 鉄砲玉 - なべおさみ
- 亀井源造 - 由利徹
- 光江 - 畑中葉子
- 阿久津為雄 - 名和宏
- 白タク - 須賀良
- 野川愛
- コスモの女 - 藤方佐和子
- 西川珠代 - 山口恵子
- 清水昭博
- 汐路章
- 東龍明
- 岡部正純
- 仲村知也
- 名古屋冗
- 徳肋 - 相馬剛三
- 21号線 - 幸英二
- 原付 - 奈辺悟
- ロック - 沢田浩二
- アバシリ - 亀山達也
- 小山昌幸
- 磯崎洋介
- 大島博樹
- 石川洋子
- 野口寛
- 村添豊徳
- 土佐一太
- 十日市秀悦
- カメ - 佐川二郎
- アナウンサー - 木村修
- クナシリ - 城春樹
- 公民館の事務員 - 山田光一
- 石井茂樹
- オホーツク - 宮崎靖男
- バズーカ - 高月忠
- ロープ - 清水照夫
- 警官A - ビートたけし（ツービート）
- 警官B - ビートきよし（ツービート）
- 西川さわ - 京唄子
- 西川染太郎 - 鳳啓助
- 町田政男 - 梅宮辰夫

## スタッフ
- 監督 - 関本郁夫
- 企画 - 天尾完次　瀬戸恒雄
- 脚本 - 掛札昌裕　森﨑東　高田純　関本郁夫
- 音楽 - 山本直純
  - 作・編曲 - たかしまあきひこ
- 挿入歌 - 
  - 「酒場から愛をこめて」 - 作詞：阿久悠・作曲：網倉一也・歌：黒沢年男（日本コロムビア）
  - 「男と女は遠かった」 - 作詞：阿久悠・作曲：網倉一也・歌：黒沢年男（日本コロムビア）
  - 「TO BE OR NOT TO BE」 - 作詞・作曲・歌：ジョー山中（オレンジハウス）
  - 「演歌酒」 - 作詞：目黒てるし・作曲：賀川晴雄・歌：須賀良（東芝EMI）
- 撮影 - 中島芳男　出先哲也
- 照明 - 川崎保之丞
- 録音 - 柿沼紀彦
- 美術 - 今保太郎
- 編集 - 西東清明
- 音響効果 - 原田千昭
- 助監督 - 梶間俊一、深町秀煕
- 記録 - 山内康代
- 装飾 - 金田孝夫
- 装置 - 浜中一文
- 擬斗 - 西本良治郎
- 衣裳 - 内山三七子
- 美容 - 井上守
- 結髪 - 石川靖江
- スチール - 加藤光男
- 宣伝担当 - 小田和治
- 演技事務 - 河合啓一
- 進行主任 - 小島吉弘
- 協力
  - 東映俳優センター
  - 東映美術センター
  - カドヤ皮服店
  - 哥麿会
  - 森下企業㈱
- 現像 - 東映化学
- 製作 - 東映

## 製作
当時の東映で唯一のドル箱シリーズだった『トラック野郎』がマンネリ化して打ち切りになった後、それに代わるものをとなり、岡田茂東映社長から「ダンプはどうなんだ？」と"鶴の一声"があり、検討した結果、ダンプに従事している人の数がトラックに従事している人の絶対数より多いと分かり、ダンプカーの運転手を主人公とする企画が推進された。
人心を新たにという考えから、過去作品に対する信頼により、監督には関本郁夫が抜擢された。『トラック野郎』シリーズが始まった時代とは映画状況も様変わりし、当時の大作単発主義のはびこる風潮の中で、プログラムピクチャーのヒットシリーズの再来を願い、東映が起死回生を計る一作という任が関本に担われることになった。関本にとっては初めての東映ゴールデンウイーク封切りの大作映画であった。
ダンプに乗る黒沢年男と梅宮辰夫は、撮影前から大型免許取得者だった。

## ロケ地
主舞台は北海道だが、クライマックスシーンは、群馬県水上温泉の谷川岳ロープウェイ付近を北海道に仕立て撮影された。

## 興行成績
ヒットせず、シリーズ化はならなかった。